# Euplectus sanguineus
Euplectus sanguineus är en skalbaggsart som beskrevs av Henry Denny 1825. Euplectus sanguineus ingår i släktet Euplectus, och familjen kortvingar. Arten är reproducerande i Sverige.